# Ivars Punnenovs
Ivars Punnenovs (* 30. Mai 1994 in Riga) ist ein lettischer Eishockeytorwart, der seit Januar 2024 bei den Rapperswil-Jona Lakers in der National League unter Vertrag steht.

## Karriere
In Lettland geboren, kam Punnenovs als 15-Jähriger aufgrund der mangelnden Nachwuchsförderung in seinem Heimatland in die Schweiz, nach Kreuzlingen. Zuerst spielte er beim PIKES EHC Oberthurgau 1965, wechselte dann via EHC Kloten (U20 Elite) zu den Rapperswil-Jona Lakers. Für diese gab er in der Saison 2013/14 sein Debüt in der National League A. Zur Saison 2015/16 folgte der Wechsel zu den SCL Tigers.
Aufgrund hinreichender Einsätze in Schweizer Juniorenligen spielt Punnenovs mit einer Schweizer Lizenz und fällt damit in der National League nicht unter das Ausländerkontingent.
Zur Saison 2022/23 wechselte Punnenovs von Langnau zum Lausanne HC, während Luca Boltshauser in umgekehrter Richtung vom LHC zu den SCL Tigers wechselte. Im Januar 2024 kehrte der Lette zu den Rapperswil-Jona Lakers zurück. Bei den Lakers erhielt der Torwart einen Vertrag bis zum Saisonende 2025/26 inklusive einer Option auf Verlängerung.

### International
Punnenovs spielte sich durch die verschiedenen Nachwuchsauswahlen der Letten. Nachdem er mit der U17 am Europäischen Olympischen Winter-Jugendfestival 2011 teilgenommen hatte, spielte er mit der U18 bei der Weltmeisterschaft 2012. Mit der lettischen U20 nahm er an der Weltmeisterschaft 2013 in der Top-Division und nach dem dort erlittenen Abstieg an der Weltmeisterschaft 2014 in der Division I, als er die beste Fangquote und den geringsten Gegentorschnitt des Turniers erreichte, teil.
Sein Debüt für die lettische Nationalmannschaft der Herren gab er am 19. April 2014 in Riga gegen die russische Nationalmannschaft. Der damals 19-Jährige konnte dabei bei seinem ersten Auftritt gleich einen Shutout feiern. Er wehrte alle 48 Schüsse des Gegners ab und sorgte so für den überraschenden 1:0-Sieg seiner Mannschaft. Bei der Weltmeisterschaft 2017 nahm er erstmals an einem großen Turnier teil und kam beim 0:5 gegen Russland zu seinem ersten WM-Einsatz.

## Erfolge und Auszeichnungen
- 2014 Höchste Fangquote und geringster Gegentorschnitt bei der U20-Weltmeisterschaft der Division I, Gruppe A
- 2023 Bronzemedaille bei der Weltmeisterschaft